# Classiques abrégés
Classiques abrégés est une collection littéraire de l'École des loisirs.

## Démarche éditoriale
La collection « Classiques abrégés » propose des textes littéraires remaniés, permettant ainsi « de rendre le classique moins inquiétant, de l'apprivoiser pour le mettre à la portée des jeunes lecteurs, en abrégeant le texte de manière à laisser intacts le fil du récit, le ton, le style et le rythme de l'auteur ».

## Catalogue

### Littérature de l'Antiquité
- Le Récit de Gilgamesh
- Ancien testament
- Homère, L'Odyssée
- Homère, L'Illiade
- Plaute, La Comédie au fantôme
- Virgile, L'Énéide
- Jules César, La Guerre des Gaules
- Les Mille et Une Nuits

### Littérature du Moyen Âge et de la Renaissance
- Raoul de Cambrai
- Guillaume d'Orange
- Lancelot du Lac
- Le Roman de Mélusine
- Chrétien de Troyes, Le Chevalier de la charrette
- Chrétien de Troyes, Yvain le chevalier au lion
- Chrétien de Troyes, Perceval
- Chrétien de Troyes, Érec et Énide
- Dante Alighieri, la Divine Comédie
- Marco Polo, Le livre des merveilles
- Christophe Colomb, La Découverte de l'Amérique
- Michel de Montaigne, Essais

### Littérature duXVIIesiècle
- Cervantes, Don Quichotte
- Samuel de Champlain, Voyages
- Pierre Corneille, Le Cid

### Littérature duXVIIIesiècle
- Daniel Defoe, Robinson Crusoé
- Jonathan Swift, Voyage à Lilliput
- Jonathan Swift, Gulliver chez les géants
- Jean-Jacques Rousseau, Les Confessions
- François-René de Chateaubriand, Mémoires d'outre-tombe

### Littérature duXIXesiècle
- Victor Hugo, Les Misérables
- Victor Hugo, L'Homme qui rit
- Victor Hugo, Notre-Dame de Paris
- Victor Hugo, Quatre-vingt treize
- Honoré de Balzac, Le Père Goriot
- Honoré de Balzac, Les Chouans
- Honoré de Balzac, La Peau de chagrin
- Alexandre Dumas, Le Comte de Monte-Cristo
- Alexandre Dumas, Les Trois mousquetaires
- Alexandre Dumas, Le Collier de la Reine
- Théophile Gautier, Le Capitaine Fracasse
- Théophile Gautier, Mademoiselle de Maupin
- Théophile Gautier, Le Roman de la momie
- Jules Verne, L'Île mystérieuse
- Jules Verne, Voyage au centre de la Terre
- Jules Verne, Vingt mille lieues sous les mers
- Jules Verne, Michel Strogoff
- Alfred de Musset, La Confession d'un enfant du siècle
- Guy de Maupassant, Bel-Ami
- Émile Zola, Germinal
- Émile Zola, Au Bonheur des Dames
- Émile Zola, La Bête humaine
- Alphonse Daudet, Le Petit chose
- Hector Malot, Sans famille
- Eugène Le Roy, Jacquoi le Croquant
- Émile Gaboriau, L'Affaire Lerouge
- Herman Melville, Moby Dick
- Harriet Beecher Stowe, La Case de l'oncle Tom
- Louisa May Alcott, Les Quatre Filles du docteur March
- Hoffmann, Contes
- Bram Stoker, Dracula
- Oscar Wilde, Le Portrait de Dorian Gray
- Rudyard Kipling, Le Livre de la jungle
- Charles Dickens, David Copperfield
- Charles Dickens, Olivier Twist
- Edward Bulwer-Lytton, Les Derniers Jours de Pompéi
- Walter Scott, Ivanhoé
- Charlotte Brontë, Jane Eyre
- Emily Brontë, Les Hauts de Hurle-Vent
- Nicolas Gogol, Tarass Boulba